# 気
気（旧字体：氣、簡: 气、繁: 氣 [ˈtʃiː] CHEE  qì）、とは、中国思想や道教や中医学（漢方医学）などの用語の一つ。一般的に気は不可視であり、流動的で運動し、作用をおこすとされている。しかし、気は凝固して可視的な物質となり、万物を構成する要素と定義する解釈もある。宇宙生成論や存在論でも論じられた。

## 字解・語源
正字は「氣」（異体字「炁」）。日本での略字は「気」、簡体字では「气」となる。
説文解字では「氣」は「饋客芻米也、從米气聲」（→客に芻米を饋るや、米に従ひ气は声なり）とし、段玉裁注では「气氣古今字。自以氣爲雲气字、乃又作餼爲廩氣字矣。气本雲气、引伸爲凡气之偁」（→气は氣の古今の字なり。自ら氣を以って雲气の字と為し、乃ち又餼を作り廩氣の字と為す。气は本より雲气にして、引き伸ばして凡その气の偁と為す）という。雲気の意であった气が本字で、芻米の意の「氣」が音通でつかわれるようになった、その他の意味は雲気の意味からの派生であるというのである。
また、同様に説文では「气」は「雲气也、象形」（→雲气なり、象形）とある。しかし、雲気の意義から気息の意義が引き出されるというのはやや解しがたい。また「氣」は「愾」であり、「氣息」の義であるという古字書もあるため、少なくとも気息の意義も本来の意義であったとみなすべきであると思われる。（「一語の辞典　気」参照）

## 概説
気は英語のAura（アウラ）やラテン語のspiritus（スピリトゥス）、ギリシア語のΨυχή（psyche、プシュケー）、πνεῦμα（pneuma、プネウマ）、ヘブライ語のruah（ルーアハ）、あるいはサンスクリットのprana（プラーナ）と同じく、生命力や聖なるものとして捉えられた気息、つまり息の概念がかかわっている。しかしそうした霊的・生命的気息の概念が、雲気・水蒸気と区別されずに捉えられた大気の概念とひとつのものであるとみなされることによってはじめて、思想上の概念としての「気」が成立する。
雲は大気の凝結として捉えられ、風は大気の流動であり、その同じ大気が呼吸されることで体内に充満し、循環して、身体を賦活する生命力として働く。つまり、ミクロコスモスである人間身体の呼吸とマクロコスモスである自然の気象との間に、大気を通じて、ダイナミックな流動性としての連続性と対応を見出し、そこに霊的で生命的な原理を見るというアイディアが、気という概念の原型なのである。
一方では人間は息をすることで生きているという素朴な経験事実から、人間を内側から満たし、それに生き物としての勢力や元気を与えている、あるいはそもそも活かしているものが気息であるという概念が生まれる。そしてまたそこには、精神性、霊的な次元も、生命的な次元と区別されずに含まれている。ただし、精神的な次元は、後代には理の概念によって総括され、生命的な力としてのニュアンスのほうが強まっていく。
他方では、息は大気と連続的なものであるから、気象、すなわち天気などの自然の流動とも関係付けられ、その原理であるとも考えられていく。自然のマクロな事象の動的原理としての大気という経験的事実から、大気にかかわる気象関連の現象だけでなく、あらゆる自然現象も、ひとつの気の流動・離合集散によって説明される。この次元では気はアルケーとしてのエーテルである。
この霊的な生命力として把握された気息であり、かつ万象の変化流動の原理でもあるという原点から、ついには、生命力を与えるエネルギー的なものであるのみならず、物の素材的な基礎、普遍的な媒質とまで宋学では考えられるようになった。
こうした由来ゆえに、気は、一方では霊的・生命的・動的な原理としての形而上的側面をもちながら、他方では、具体的で普遍的な素材（ヒュレー）的基体でありかつ普遍的なエーテル的媒質であるがゆえに、物質的な形而下的側面も持つという二重性を持つことになった。気は、物に宿り、それを動かすエネルギー的原理であると同時に、その物を構成し、素材となっている普遍的物質でもある。従って、たとえば気一元論は、かならずしも唯物論とはいえない 。

## 中医学の気
中医学における気はその主な活動部位により名称が異なっている。
原気（元気）
母体から受け継ぎ腎臓に貯蓄される先天の精が変化生成したもの。生命活動の原動力となる。原気は、中焦からもたらされる後天の精により補給、臍下丹田（陰交穴、気海穴、石門穴、関元穴のあたり）に集まり、三焦の働きで経絡を介し、全身を循って、臓腑・器官・組織に活力を与えるものである。原気が旺盛なら下腹部に張りがあって、体内の臓腑・器官も力強く働くため、活気があって粘り強く、疾病にもかかりにくい。原気が衰えると、下腹部が軟弱となり、臓腑・器官も弱く障害を受けやすくなるので、活動も弱々しく、疲れやすく、冷えて、疾病にかかりやすい。
宗気
肺において後天の精と天の気が交わって、胸中（膻中）に集まる気である。宗気は、五臓の心と肺（六腑においては三焦の内、上焦）と関係が深く、臓の活動を支えている気（心の拍動を力強く、規則正しく行わせたり、呼吸や発声をしっかりとさせる気）である。宗気が不足すれば、呼吸の異常（少気、短気など）が起こったり、語声に力がなくて、細くなったり、心の拍動が弱まったり、規律性を失ったり（脈の結、代など）する。
営気（栄気）
営気は、後天の精から得られる陰性の気（水穀の精気）である。営気は、津液を血に変化させて、血とともに脈中を行き、1日に人体を50回以上も循って臓腑や手足などの内外諸器官を栄養して、それらの活動を支える。
衛気
衛気は、後天の精から得られる陽性の気（水穀の悍気）である。衛気は、脈外を素早く循る気で、特に体表近くで活動、肌膚を温め（体温保持）、腠理を開闔（皮膚の収縮と弛緩）し、外邪に対する防衛的な役割をしている。衛気は、昼間に人体の陽の部（体表部）を25周して、夜間に人体の陰の部（体内部）を25周する。衛気は営気と読みを区別するため日本語では「えき」と呼ぶ場合もある。
真気（正気）
真気は、先天の気と後天の気からなるもの。人体の正常な活動を支える気である。
- 推動作用 - 人の成長・発育や、一切の生理的活動及び新陳代謝をする働きで、原気、宗気、営気、衛気、臓腑の気など全ての気に備わっている。腎に関係する。
- 温煦作用 - 臓腑・器官などの一切の組織を温め、体温を保持する働きで、特に衛気・原気・腎気と関係が深い。
- 防御作用 - 体表において、外邪の侵入を防御する働きで、特に衛気と関係が深い。
- 固摂作用 - 血・津液・精液などをつなぎ留める働きで、血が脈外にもれない（脾の固摂（統血作用））ようにしたり、汗や尿がむやみに漏れ出る（遺精→腎の固摂作用）を防いだりする。営気、衛気、脾気、腎気と関係が深い。
- 気化作用 - 精が気に、気が津液や血に変化したり、津液が汗や尿になって体外へ排泄する働きで、営気、衛気、宗気、脾気、肺気、腎気と関係が深い。

臓気
五臓におさまり、それぞれの経絡の活動を支えている気である。
経気
経絡中を行き全身を循り、それぞれの経絡の活動を支えている気である。
胃気
胃を働かせる気、胃の働きによって得られた後天の気のことで、有無は予後に重要な影響を及ぼすとされ、診断上（特に脈診）も重要視されている。脈は中脈で診る。

## 中医学における気の利用
中医学は漢方、鍼灸、気功などに分類される。
漢方 （薬膳などを含む）は、生薬などを患者に服用させることで、臓器のバランスを整え、経絡の流れを改善し、体内の気の流れを良くして病気を改善させる方法。
鍼灸は、経絡上にあるツボを刺激し、気の流れを整え、臓器の調整を行い、病気を改善させる方法。
気功は、通じにくくなった経絡中の気の流れを、より直接的に開通させて病気を改善させるとともに、患者自身が体内の気の流れを良くしてバランスをはかれるように調整する方法である。

## 道家の気
戦国時代末期、『荘子』では気の集合離散が万物の生成消滅という変化を起こしていると説明している。また陰陽二気という相反する性質をもった気によって多様な世界が形作られるとした。そして、気の上位に「道」という根元的な実在があるとされ、『老子』42章の「道生一 一生二 二生三 三生萬物 萬物負陰而抱〔河上公註本では袌〕陽 沖氣以爲和 」（→道は一を生じ、一は二を生じ、二は三を生じ、三は万物を生ず。万物は陰を負いて陽を抱き、冲気もって和を為す）と相まって根元的な実在である道と万物を構成する気という宇宙生成論が唱えられた。
一方で道家の思想からは後に人体に流れる気への着目により「仙人」の養生術としての導引が生まれた。これが近代中国では宗教色を廃し気功になる。

## 儒教の気
儒教の経書で宇宙生成論を扱うのは『易経』の伝である。繋辞上伝には「太極→両儀→四象→八卦」とあり、漢代には「両儀」は陰と陽の二気に、宇宙の根元である「太極」には春秋学の「元」の思想から生まれた「元気」に措定され、「元気→陰陽→四時→万物」というモデルが提出された。
宋代になると、周敦頤が「太極図」に基づいて『太極図説』を著し、道教の「無極」を取り入れて「無極→太極→陰陽→五行→万物化生」の宇宙生成論を唱えた。周敦頤は後に朱熹によって取り上げられることになるが、朱熹は道教的な「無」を嫌い、「無極よりして太極をなす」を「無極にして太極」と無理やり置き換えている。
張載は、世界・万物は気で構成されており、世界には気が離散して流動していて、気が凝固すると万物ができると考えた。また気のありかたは人間の道徳性と関わり、流動性の高く本来的なあり方を「天地の性」として優れたものとし、凝固した現実的なあり方を「気質の性」として劣ったものとした。
南宋の朱熹は張載の気と程頤・程顥の理を融合して理気二元論を唱えた。世界にアプリオリに存在し、気の集合離散を秩序づける法則・理法を理と呼び、理先気後を主張した。朱熹は、人間の死を気の離散とし、いったん離散した気は元に戻らないと考えた。しかし、弟子に「では、祖先祭祀はどうして行うのか」と問い質され、これは朱子学の重大な理論上の欠陥となった。
明代中期になると理先気後に対して理気相即が唱えられるようになり、理は気の条理（いわばイデアではなく形相）とされるようになった。このように理気論は気一元論へと収束されていった。そして、清の戴震にいたっては理は気によって生じるアポステリオリなものとされるに至った。
日本では伊藤仁斎が同様の主張を唱えた。

## 武術の気
武術では、独自の「気」の概念・理論を持つ。日本武道では合気道が有名だが、日本の武道と中国武術では解釈に若干の違いがある。
気について解りやすく他の者に伝える為、宗教的な気の捉え方を合体させた流派、門派も存在する。また、遠当（とおあて）という相手の身体に接触せず相手を倒す技術が存在する。これは離れた相手に気を当てるといった技術である。遠当を放って相手の姿勢を崩した後に弓で矢を放って射止めたと言われている。なお、同名（遠当）の遠距離攻撃術もある。
武術における気とは、体の「伸筋の力」「張る力」「重心移動の力」といわれることが多い。これらを鍛える為、様々な鍛錬（中国武術では練功）を行う。また、「力む」と屈筋に力が入ってしまい、「張る力」を阻害するため逆効果であるともされる。尚、伸筋を働かせても、「力む」感じは無く、「張る」感じがするだけである。
練功の基本段階では、相当中医学の気血などの理論体系を基にしており、まずは健康目的で中国武術を始める人もいる。その典型なのが太極拳であり、中国政府によりまとめられた二十四式太極拳の普及によって、太極拳は体操のようなもので武術ではないという誤解すらあるが、これは太極拳という名前だけが余りにも有名になりすぎたためである（内家拳を参照）。太極拳をはじめとする中国武術の流派の多くは、発勁を修得することを入門者の目標としており、そのために見た目の単調さとは裏腹に、つらい姿勢での練功が繰り返し積み重ねられる。

## 日本語の表現としての気
日本語には「気」という言葉を使う表現がいくつかある。中国哲学の気の概念のうち、物の構成要素、素材としての意味の用法はほとんどなく、「元気」などの生命力、勢いの意味と、気分・意思の用法と、場の状況・雰囲気の意味の用法など、総じて精神面に関する用法が主である。気になる、気をつける、気を使う、気が付く、気に障る、気が散る、気をやる（セックスにおいてオルガスムスに達すること）、気合い、など。
なお、慣用句「病は気から」の「気」は、本来は、中国哲学や伝統中国医学の気であるが、今では「気分」「元気」などの意味に変わっている。
江戸時代の儒学者で、日本の環境保全の先駆けとなった熊沢蕃山は、その理念の基として「神気」という概念を掲げている。熊沢の語る神気は中国の気のような流れや作用はなく、降雨による湿潤な空気と多様な植物が作るアニミズム的感覚を指す。

## 気の問題点
主に金銭の授受が含まれる医療の面で、問題となるケースがある。西洋医療には、｢気｣という概念はないが、前述のように中医学領域において｢気｣という概念が取り扱われることがある。また気功療法においては気の概念は無くてはならないものである。
- 各分野によって都合の良い解釈がされており、統一した概念がなく、曖昧な存在となっている。医学の分野に限っても、漢方における｢気｣と気功でいう｢気｣の間には大きな乖離がある。
- 凝固して可視的な物質という概念もあるが、数値化して測定することができなく、存在を科学的に証明できていない。
- 上記にも関連するが、科学的手法で解析された学術論文が皆無であること。[9]
- 治療や指導が、医師や鍼灸師以外によって為されるケースも少なくないこと。